# Aromatogramm

Aromatogramm

Ein Aromatogramm ist vergleichbar einem Antibiogramm. Hierbei werden antibakterielle oder antimykotische Wirkungen eines ätherischen Öls gegen Krankheitskeime nachgewiesen. Mit Hilfe des Aromatogramms lässt sich somit eine Phyto-Aromatherapie durchführen. Dazu werden die Bakterien bzw. Pilze mit agarhaltigem Nährmedium in eine Petrischale gegossen, und nach dem Erstarren des Agars werden verschiedene ätherische Öle in definierter Konzentration auf ihre Wirksamkeit getestet (siehe auch Hemmhoftest).
In Versuchsreihen mit unterschiedlichen ätherischen Ölen wird schnell und präzise eine Auswahl der aktivsten ätherischen Öle gegen die vom Patienten isolierten Infektionserreger getroffen.
Einer der Väter des modernen Aromatogramms ist Maurice Girault. Girault, ein französischer Gynäkologe und Geburtshelfer, studierte 20 Jahre lang die Wirkungen ätherischer Öle und Tinkturen (in Verbindung mit anderen Naturheilmethoden) in der Gynäkologie.
Angaben über die antimikrobielle Wirkung ätherischer Öle sind jedoch viel älter.

## Wozu dient das Aromatogramm?
Mit dem Aromatogramm sollen aus einer Auswahl von unterschiedlichen Ölen diejenigen bestimmt werden, welche gegen die angezüchteten und eingesetzten Krankheitserreger die beste antibakterielle bzw. antimykotische Eigenschaft aufweisen. So erlaubt das Aromatogramm eine kausale, und auf die jeweiligen Infektionsverursacher zielende aromatherapeutische Behandlung. Da das Ergebnis des Testverfahrens, der Hemmhof in der Petrischale, sichtbar ist und genau vermessen werden kann, ist ein Aromatogramm ein zuverlässiges, wiederholbares und somit jederzeit kontrollierbares Standard-Referenzsystem dessen Durchführungsprinzip dem Antibiogramm oder Antimykogramm gleicht.

## Kombinationstherapie mit Antibiotika?
Aromatogramme dienen als Vorlagen sowohl für alleinige Aromatherapien als auch für eine Kombinationstherapie mit Antibiotika.

## Kontraindikationen
Da ätherische Öle allergische Reaktionen auslösen können, ist es wichtig vor Herstellung eines entsprechenden Medikamentes (Zäpfchen, Salbe, Mundwasser) zu testen, ob der Patient nicht gegen dieses Öl allergisch reagiert.